# 李保国 (1958年)
李保国（1958年2月—2016年4月10日），男，河北武邑人，中国林业专家，河北农业大学林学院教授。他扎根太行山区30年，被称为“太行山上新愚公”。

## 生平
高考恢復後，在1978年3月至1981年2月，考上河北林业专科学校桑蚕专业，為了把失去的學習奪回，李保国一有时间就往图书室跑，认真学习研究日语原版资料，毕业后留校任教，主要从事山区开发与经济林栽培技术推广工作。1989年7月，加入中国共产党。2005年1月，获得中南林学院森林培育学博士学位。
2016年4月10日凌晨4时，李保国因心脏病抢救无效去世，享年58岁。

## 纪念
- 中宣部追授“时代楷模”称号[3]
- 中组部追授“全国优秀共产党员”称号[4]
- 教育部追授“全国优秀教师”荣誉称号
- 中国科协追授“全国杰出科技人才”称号
- 人力资源和社会保障部、国务院扶贫办追授“全国脱贫攻坚模范”荣誉称号
- 中华人民共和国主席根据全国人大常委会的决定追授“人民楷模”国家荣誉称号[5]